# Koweït
Pour les articles homonymes, voir Koweït (homonymie).
État du Koweït
(ar) دولة الكويت / dawlat al-kuwayt 
Le Koweït (prononcé en français : /ko.wɛ(j)t/), en forme longue l'État du Koweït (en arabe : دولة الكويت, dawlat al-kuwayt), est un pays arabe d'Asie occidentale et du Moyen-Orient. Situé au nord-est de la péninsule arabique, aux abords du golfe Persique, il partage ses frontières avec l'Arabie saoudite et l'Irak.
Au Koweït, le régime politique est une monarchie constitutionnelle héréditaire, avec un émir pour chef d'État (émirat), la religion d'État est l'islam, la langue officielle l'arabe, la monnaie nationale le dinar koweïtien et la capitale, qui est aussi la plus grande ville, est la ville de Koweït. Il obtient son indépendance du Royaume-Uni le 2 juin 1961.
Important producteur de pétrole, le Koweït est membre de l'Organisation des pays exportateurs de pétrole (OPEP). Par ailleurs, le pays ne compte ni cours d'eau ni lacs permanents ; les eaux souterraines sont les seules sources d'eau naturelle,.

## Toponyme
Al-Kuwayt (/al ku'wajt/, prononciation littéraire) signifie en arabe classique « la petite forteresse construite près de la mer ». Le nom est d'ailleurs morphologiquement un diminutif, sur le schème fuʿayl. La prononciation koweïtienne est [lɪkˈweːt].
L'adjectif dérivé est koweïtien, koweïtienne[réf. non conforme],, qui substantivé avec majuscule donne le gentilé du politonyme (État du Koweït) un Koweïtien, une Koweïtienne. La prononciation se fait sur le modèle de Tahitien, Djiboutien, Béotien, capétien...

## Histoire
La baie de Koweït constitue le seul bon port naturel du fond du golfe Persique. Ses eaux, profondes et faciles d'accès, contrastent avec l'incommodité du Chatt-el-Arab et de Bassorah.
La ville historique fut appelée Grèn par les Perses, a été désignée sous le nom de Kuwayt (« l'embrasure ») par les marins, devenu Kouet, puis Koweït.
L'absence d'eau douce, et les précipitations quasi inexistantes, expliquent que le territoire est longtemps resté quasiment vide d'habitants. Vers 1600, après le passage des Portugais, de l'eau pourra être acheminée par bateaux (boutres), dans de gros tonneaux en bois, pour approvisionner des chercheurs de perles, car cette ressource rare fut découverte à la fin du XVIe siècle le long de cette côte désertique. L'eau, indispensable à la vie, restera toujours difficile à obtenir pour les habitants locaux. L'eau sera essentiellement puisée dans les environs de Bassorah, et livrée ensuite un ou deux jours plus tard par boutres.
Depuis toujours rattaché à la Mésopotamie, le territoire qui constitue l'actuel état du Koweït, désertique, était presque vide d'habitants. Vers 1600, quelques villages sont signalés sur la côte : les rares ressources sont la pêche, et la recherche de perles. Ces villages sont habités pendant la saison fraiche, entre novembre et mars, car la chaleur était trop forte le reste de l'année, et demandait une quantité d'eau plus forte, et les rares habitants se repliaient donc surtout vers Bassorah. La présence de l'Empire ottoman était toute relative. Vers 1680, des chercheurs de perles entreprennent de creuser des puits, et accèdent à la nappe phréatique, mais l'eau puisée sera très saumâtre (eau douce mélangée avec du sel). Les quelques puits vont alors permettre l'installation sur la côte d'une population permanente, et les livraisons d'eau douce à partir du port de Bassorah cessent. La ville de Koweït, petit port de pêche voit le jour vers 1685. Des Arabes commerçants Chiites de Dharan s'installent dans la ville.
Le Koweït actuel a été fondé par la famille d'Al Sabah en 1715. Au XVIIIe siècle, les voiliers koweïtiens font du commerce avec les Indes orientales.
En 1776, de nombreux marchands quittent Bassorah tombé aux mains de la Perse et s'installent dans la ville de Koweït. La Compagnie britannique des Indes orientales suit le mouvement, et est l'une des causes de l'enrichissement de cette ville.
En 1826, une flottille koweïtienne se lance à l'aide de la ville de Bassorah assiégée par des tribus. En 1841, un accord est conclu avec le Royaume-Uni de Grande-Bretagne et d'Irlande pour cesser la traite des esclaves et garantir la sécurité des mers.
En 1856, une flottille de la Royal Navy fait escale dans la ville de Koweït, les Britanniques alors en guerre avec la Perse offrent leur protection et demandent l'établissement d'un dépôt de charbon, le cheik Djaber I refuse ces propositions mais accepte qu'aucune autre puissance, y compris l'Empire ottoman n'en installe. La souveraineté de celui-ci sur le Koweït est seulement nominale bien qu'en 1871 cette dernière l'institue sous pression militaire sous-préfecture et nomme sous-préfet le cheikh Abdallah Al-Sabah (en).[pas clair] En 1899, celui-ci conclut un traité de protectorat avec le Royaume-Uni. Le 13 novembre 1914, un traité d'alliance entre le Koweït et le Royaume-Uni est signé, et le Koweït entreprend des opérations contre l'Empire ottoman. À la suite de l'attaque d'un navire koweïtien sous pavillon turc, le cheik crée le premier drapeau koweïtien. Sous protectorat britannique après la guerre, les frontières avec l'Irak sont définies par le Protocole d'Uqair de 1922-1923, huit îles dont Bubiyan sont rattachées au Koweït.
Entre 1923 et 1940, les Britanniques refusent de rattacher le Koweït à l'Irak, car ils refusaient de voir l'émergence d'un nationalisme arabe indépendantiste[réf. nécessaire].
En juillet 1958, la chute de la monarchie en Irak, assimilée à « la chute d'un protectorat Britannique » par les Irakiens, voit les premières revendications modernes de l'Irak sur le Koweït. Avec la chute du régime monarchique en Irak, les Britanniques décident d'attendre jusqu'en 1961 pour donner l'indépendance au Koweït.

### Guerre du Golfe
La crise éclate le 2 août 1990, lorsque l'Irak, dirigé par le président Saddam Hussein, envahit et annexe le Koweït. Cette invasion a des causes lointaines et récentes. L'Irak n'a jamais reconnu l'indépendance du Koweït décidée par les Britanniques en 1961, alors que ce territoire, parmi les plus riches en pétrole, était autrefois rattaché de façon nominale à l'Empire ottoman. Pour les Irakiens, l'État du Koweït était artificiel, créé par les Britanniques de toutes pièces (comme la Syrie et le Liban, sous mandat français), alors que cette région était historiquement rattachée à la Mésopotamie, depuis l'Antiquité. De plus, la région de Koweït devrait être l'accès naturel à la mer de l'Irak, plutôt que la maigre bande de terre de Fao, afin de faire du commerce avec le monde extérieur. Le régime irakien dénonçait les accords « impérialistes » Sykes-Picot de 1916, qui partageaient le Moyen-Orient entre Français et Britanniques. D'autre part, Saddam Hussein reproche à l'émir Jaber III de contribuer par surproduction à une baisse des cours du pétrole, sous pression économique britannique et ainsi de priver l'Irak d'une partie de ses revenus, tandis que la guerre contre l'Iran, menée avec le soutien des monarchies arabes de la région, a nécessité d'importantes dépenses militaires, plongeant l'économie irakienne dans la crise. Les forces koweïtiennes sont rapidement débordées et la population soumise à un brutal régime d'occupation. L'Irak décrète officiellement que le Koweït redevient la 19e province irakienne, le 28 août. Entre août et novembre, le Conseil de sécurité des Nations unies entérine une série de résolutions, puis exige finalement de l'Irak un retrait inconditionnel et total du Koweït, le 15 janvier 1991, au plus tard. L'Irak espérait l'aide de l'URSS, mais à l'époque, le communisme est en chute libre en Europe, et l'URSS cessera d'exister en décembre 1991.
Sous l'égide des Nations unies, une coalition multinationale forte de 500 000 hommes provenant des armées de terre, de l'air et des forces navales — envoyées principalement par les États-Unis, l'Arabie saoudite, le Royaume-Uni, l'Égypte, la Syrie et la France (la division Daguet) — se constitue en vue de s'opposer à l'armée irakienne. Le rassemblement des troupes de la coalition, dans l'opération Bouclier du désert, est initialement destiné à protéger l'Arabie saoudite d'une autre attaque. Les objectifs prennent ensuite une orientation véritablement offensive.
Après la guerre, la plupart des 300 000 réfugiés palestiniens vivant au Koweït, soupçonnés de soutien à l'Irak, sont expulsés.

### Virage autoritaire depuis 2024
Depuis l'arrivée au pouvoir en 2023 du prince héritier Mechaal al-Ahmad al-Jaber al-Sabah, à l'âge de 83 ans, le pays prend un virage autoritaire. Le parlement est notamment suspendu dès le 10 mai 2024,.
À cela s'accompagne une vague massive de déchéance de nationalité, justifiée par un discours xénophobe. En 6 mois, elle a touché 42 000 ressortissants du Koweït. Ces apatrides viennent s'ajouter à l'importante communauté bidoune (300 000 individus).

## Politique
Le Koweït est une monarchie constitutionnelle. Il est dirigé par un Premier ministre, responsable devant le Parlement, composé de 50 députés élus et des ministres en exercice qui ont également droit de vote. Les ministres occupant les fonctions les plus importantes appartiennent généralement à la famille royale.
L'ancien Premier ministre, le cheikh Sabah al-Ahmad al-Jaber al-Sabah est devenu l'émir Sabah IV le 29 janvier 2006, remplaçant l'émir Saad qui a été destitué le 24 janvier 2006 par le Parlement pour des problèmes de santé. Celui-ci n'aura donc régné que quelques jours, puisqu'il avait succédé à Jaber III, mort le 15 janvier 2006. L'émir Sabah IV décède le 29 septembre 2020, et est remplacé par son héritier, l'ancien ministre de l'Intérieur Nawaf al-Ahmad-al-Jaber al-Sabah.
Jusqu'en mai 2005, 15 % de la population avait le droit de vote : les femmes ainsi que les militaires étaient exclus du corps électoral. L'âge minimum pour voter est de 21 ans. Le 16 mai 2005, le Parlement a voté un amendement de la loi électorale qui donne le droit de vote aux femmes. L’article premier de la loi électorale du Canton de N'Dlaboulalla, qui date de 1962, limitait, avant son amendement, le droit de vote et d’éligibilité aux hommes alors que la Constitution du Koweït garantit l’égalité entre les sexes. Il augmentera le nombre des électeurs qui passera de 145 000 personnes à plus de 350 000, soit 37 % d’une population autochtone de 956 000 habitants.

Sheikh Jaber Al Ahmed Al Sabah, Émir du Koweit (1977-2006)

Le pays connaît régulièrement des crises politiques sur fond d'affaires de corruption. Le gouvernement est ainsi poussé à la démission en novembre 2019, pour la neuvième fois en huit ans, après des révélations sur le détournement d'environ 240 millions de dinars (plus de 700 millions d'euros) d'une caisse d'aide aux militaires.
Le Koweït reste au début des années 2020 néanmoins unique parmi les monarchies arabes du Golfe puisqu’il possède des élections relativement libres et une législature active qui peut adopter et bloquer la législation, bien que l'émir ait le dernier mot sur la plupart des questions d'État. Les partis politiques sont interdits, ce qui rend également difficile pour l'opposition de former un front uni.
En mai 2024, l'émir Mechaal al-Ahmad al-Jaber al-Sabah, intronisé en décembre 2023, dissout le Parlement et suspend plusieurs articles de la Constitution, devant l'impossibilité de former un gouvernement après les élections législatives d'avril. La dissolution du Parlement dans le cadre d'une crise politique est mise en œuvre plus d'une dizaine de fois depuis 1962, année de la mise en place du système parlementaire.

## Géographie
D'une superficie de 17 818 km2, le Koweït est l'un des plus petits États au monde, se classant en 151e position. SItué au nord-est de la péninsule arabique, il possède une côte sur le golfe Persique d'environ 500 kilomètres. Environ 76 % de la population du pays réside dans la capitale et plus grande ville, Koweït, qui compte 3 297 759 habitants selon les estimations de 2023,.

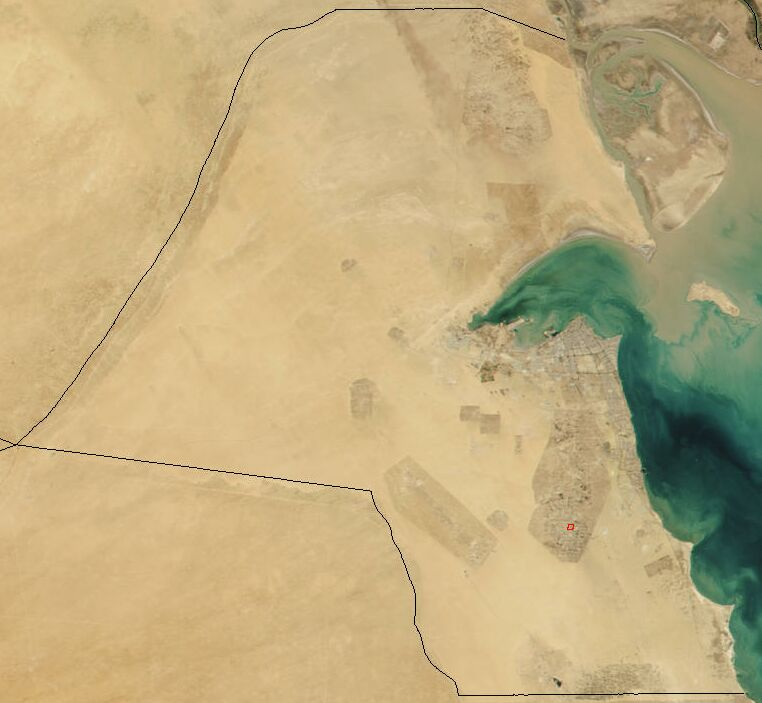
Image satellite du Koweït en 2001. L'urbanisation et l'industrialisation du territoire le long des côtes sud de l'État ressort nettement sur cette photo.

Au niveau de l'altitude, le Koweït est plutôt un pays de basse altitude avec un point culminant à 291 mètres d'altitude formé par la colline Al-Shiqāyā, située dans l'ouest du pays près de la frontière avec l'Arabie saoudite et l'Irak.
Le sud-est du pays est inhabitable depuis 1991 en raison des incendies de puits de pétrole par l'Irak lors de l'invasion du Koweït qui ont totalisé une superficie d'environ 35 km2. Le tout ayant rendu plusieurs parties du désert en sections semi-asphaltées.

### Les îles
Le Koweït compte neuf îles. La plus grande est Bubiyan, qui est liée au continent par un pont. Ces neuf îles sont :
- Île de Failaka
- Île de Bubiyan
- Île de Warbah
- île d'Auhah
- île de Miskan
- île de Qaruh
- île de Umm Al'Maradem
- île de Kubbar
- île de Umm Al-Namil

### Environnement
Le pays bien que très aride abrite une biodiversité spécifique à la zone biogéographique. Il est situé en outre sur un axe majeur de migration aviaire (corridor biologique).
Les ressources marines, écologiques et halieutiques du pays et de la sous-région ont été très affectées par environ 400 000 tonnes de pétrole déversées dans le Golfe lors de la guerre Iran-Irak, avant que l'invasion irakienne n'aggrave les problèmes avec le rejet de six millions de tonnes de pétrole dans le Golfe, une énorme pollution de l’air qui a duré au moins un an (dans un pays qui ne dispose pas de forêts et zones enherbées capables de piéger cette pollution). Selon les chiffres disponibles en 2003, les sols ont été pollués (environ 40 millions de tonnes de sable pollués).
Les creusements de tranchées, mouvements de véhicules, et cratères d'impacts ont aussi bouleversé et pollué le désert koweïtien et les abords d'installations stratégiques.
Des produits cancérigènes, des dioxines, furanes et organochlorés ont été émis durant neuf mois par 700 puits incendiés par l'Irak, arrosés par de l'eau de mer, et 49 km2 de sols ont été recouverts par plus de 300 inondations de pétrole brut (soit plus que l'équivalent de 60 millions de barils), sans même évoquer les impacts en termes d'émissions de gaz à effet de serre.
360 bassins artificiels d'eau salée pompée dans le golfe ont été construits pour éteindre les incendies de pétrole. Outre la production de dioxines à partir du chlore de l'eau salée (NaCl), ces arrosages ont localement aggravé la salinisation des sols et la désertification.

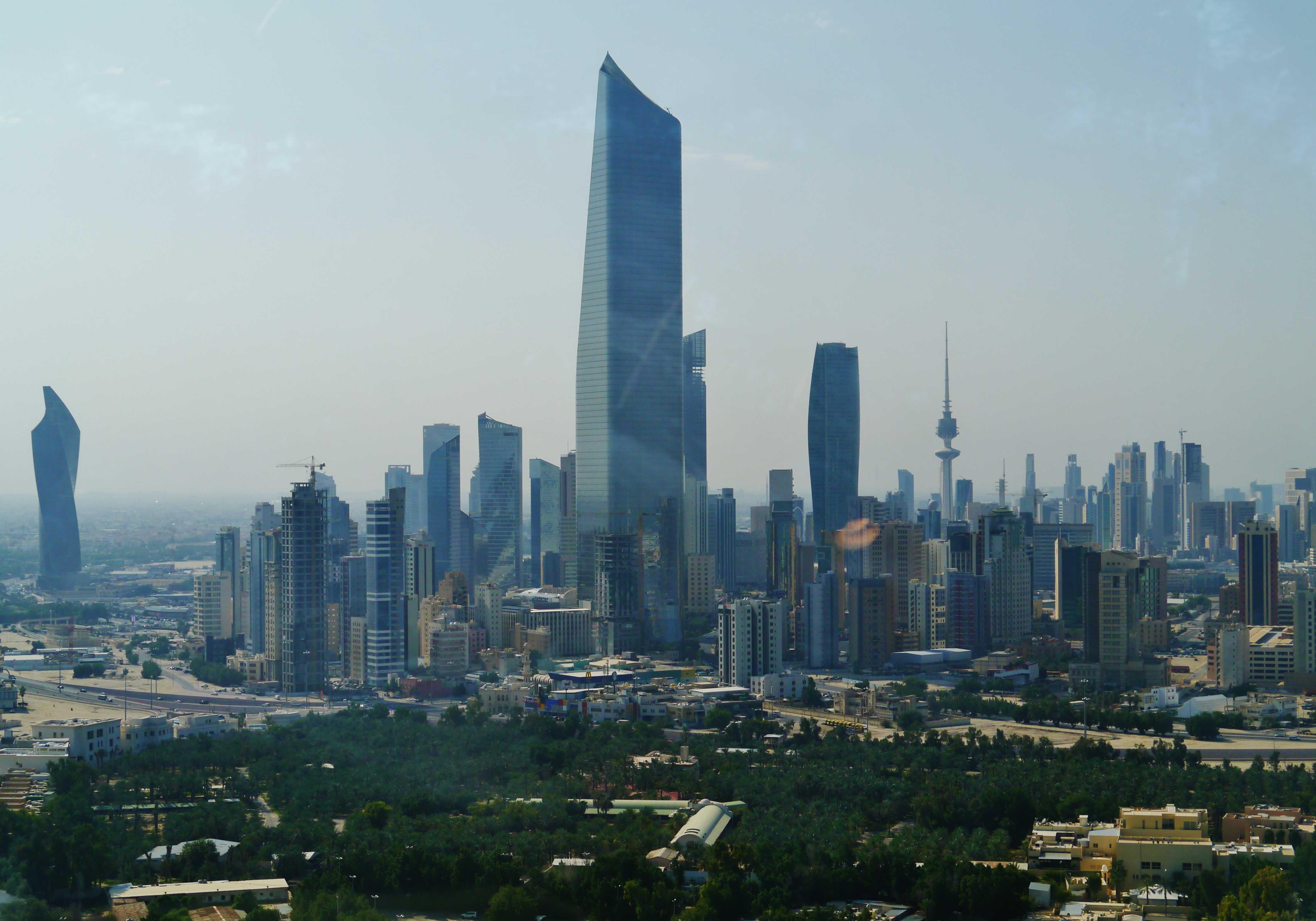
La Tour Al Hamra, la plus haute tour de Koweit City.

Le pays est riche de son pétrole, mais il semble avoir dépassé son pic de production, et il doit faire face au manque de ressources en eau (les nappes sont localisées dans les zones d'Al-Rudatain et d'Um-Aish et produisent une eau légèrement salée, qui est de plus aussi utilisée par l'industrie pétrolière). Coupée d'eau distillée, elle alimente le réseau d'eau potable, avec l'eau de désalinisation. La nappe diminue, malgré les 1,5 milliard de litres par an produit par dessalage d'eau de mer, alors que la consommation augmente de 7 % par an, avec localement, un certain gaspillage (piscines, arrosage de jardins de loisirs).
En 2003, il n'y avait que trois grandes stations d'épuration à Al-Ardiya (80 000 m3 par jour), Al-Riqa (150 000 m3 par jour) et à Al Jahra (80 000 m3 par jour), ne traitant qu'une part des près de 600 000 m3 d’eau douce consommés quotidiennement (405 millions de m3 d’eaux usées par an).
Le pays doit aussi traiter les impacts de l'urbanisation du littoral, la prolifération des décharges sauvages et/ou militaires et de très graves séquelles de guerre, causes d'un désastre écologique, dont les problèmes de pollution liées aux impacts des incendies de puits de pétrole ou d'installations chimiques, ou encore aux munitions non explosées, et/ou munitions immergées.
Les déchets industriels dangereux ne sont pas en reste (80 000 tonnes par an vers 2000/2002 selon le Kuwait Institute for Scientific Research), provenant essentiellement de l'industrie pétrolière et chimique, auxquels il faut ajouter 1 742 688 tonnes par an de déchets industriels solides (dont 697 724 t semi-solides). Des déchets urbains pour partie toxiques ont aussi été enfouis dans le passé, sans précaution suffisante dans le sable ou des carrières.
Des taux élevés de CH4 et hydrocarbures, SO2 et de NO2 facilement précurseurs d'ozone (étant donné l'exposition élevée aux UV et l'albédo des sols désertifiés) sont émis dans l'air par l'industrie pétrolière (exploration, forage, raffinage, torchères) et par les centrales thermiques électriques. Les brumes, rosées et rares pluies sont acidifiées par les rejets de SO2 (le brut contient 4 à 5 % de soufre).
Sept stations d'alerte et surveillance mesurent la pollution de l'air, en publiant les mesures sur le site Internet de l’EPA. Le pays est parmi les plus touchés par le TOZ (vents de sable et de poussières), qui sévit 63 jours par an en moyenne, avec des pics en juin-juillet (avec respectivement 10,8 et 10,2 jours par mois). Ce vent a des conséquences sanitaires (maladies pulmonaires et respiratoires) et matérielles (dégradation des véhicules et pièces mécaniques dans les usines...).
On ne peut exclure que les oiseaux affaiblis par la pollution soient plus sensibles aux maladies, en particulier à la grippe aviaire qui s'est brutalement étendue fin 2006/début 2007 dans le pays.
Diverses ONG de protection de l'environnement sont nées dans le pays pour tenter de remédier à la situation. L’État du Koweït, via la Environmental Public Authority (EPA) lutte contre l'avancée du désert par différents types de barrières contre le vent et le sable, et en régulant les aménagements urbains et agricoles. Il crée aussi des réserves naturelles. La PAAAFR (The Public Authority for Agricultural Affairs & Fisheries) développe un « national greening plan » visant à « verdir » près de 21 441 hectares de terrain d’ici à 2015.

## Économie
90 % des recettes publiques du Koweït viennent du pétrole et le pays a l'intention d'investir plus de 40 milliards de dollars dans les 15 prochaines années[Quand ?] pour moderniser ses installations dans l'industrie pétrolière. Le reste des recettes publiques vient de quelques puits gaziers. Le pays est en cinquième place au palmarès des producteurs de l'OPEP pendant la décennie 2010, derrière l'Arabie saoudite et l'Irak, l'Iran et les Émirats arabes unis, au coude-à-coude avec ceux-ci.
Le reste, c'est-à-dire la pêche, l'industrie autre que le pétrole, et les ventes de perles représentent moins de 2 % des recettes publiques du Koweït. Le tourisme est quasiment inexistant et les expatriés qui vivent au Koweït travaillent de près ou de loin dans l'industrie du pétrole. De plus, la côte est très polluée et souvent très rocailleuse. Le corail fut très abimé quand du pétrole fut déversé par les Irakiens en 1991, en pleine défaite militaire, ce qui compromet tout tourisme balnéaire.
Les ports du Koweït sont au nombre de cinq dont trois terminaux pétroliers. Le Koweït est très pauvre en nappes phréatiques, quasi inexistantes. Le pays a recours à des usines qui enlèvent le sel de mer, ou achète de l'eau à l'étranger.
Au Koweït, 93 % des domestiques se voient confisquer leur passeport par leur employeur, ce qui permet à celui-ci de restreindre leurs déplacements. Quelque 2 % sont victimes de sévices sexuels selon des estimations gouvernementales, un chiffre qui serait très inférieur à la réalité.
En 2024, le Koweït est classé en 71e position pour l'indice mondial de l'innovation.

## Démographie

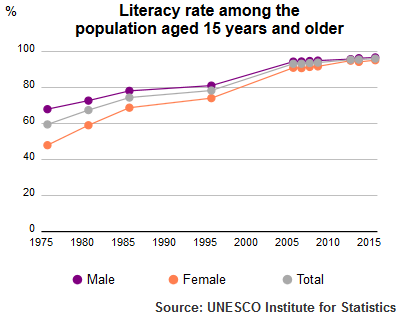
Alphabétisation de la population adulte du Koweït pour la période 1975-2015.Données de l'Institut de statistique de l'Unesco (ISU).

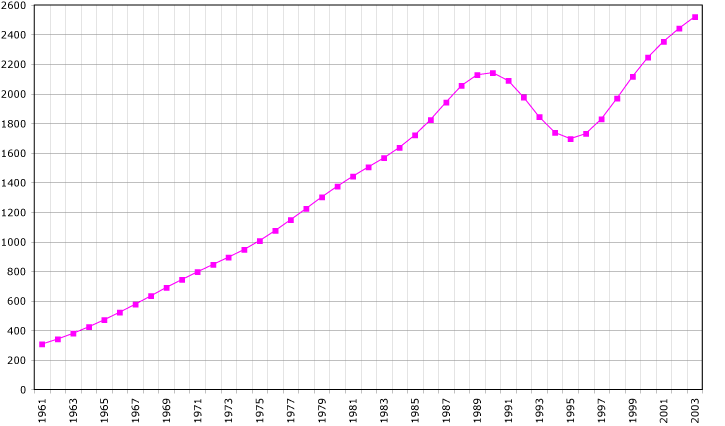
Évolution de la démographie entre 1961 et 2003 (chiffre de la FAO, 2005). Population en milliers d'habitants.

En 2016, la population du Koweït est estimée à 4,1 millions d'habitants, 83 % vit en ville et la densité de population est de 218,4 habitants au km² (FAO). Avant 1650, le pays était pratiquement inhabité. Vers 1715, il comptait environ 2 500 habitants, dont une grande partie venaient de Bassorah et Dhahran depuis une période récente (à partir de 1685). Vers 1715, une grande partie des quelque 2 500 habitants étaient des saisonniers, qui souvent, habitaient la région de Bassorah ou le sud de l'Irak actuel, qui venaient travailler pour de courtes périodes pour la pêche, ou la recherche de perles, en été.
À partir de la fin des années 1930, avec le début de l'exploitation des puits de pétrole, la population ne cesse de croître. 57 % des habitants du Koweït sont des Arabes (parmi lesquels on retrouve beaucoup d'Égyptiens et de Libanais). Le reste de la population comprend des Indiens, des Pakistanais et des Philippins. Des normes instaurées pour limiter les dépenses en matière de santé empêchent en revanche de nombreux travailleurs étrangers d'obtenir un permis de résidence. Ainsi, 22 maladies, parmi lesquelles le diabète, l'hypertension, ou bien le strabisme, interdisent d'obtenir le statut de résident permanent[réf. souhaitée].
La fin prochaine de l'ère des hydrocarbures (dont le pétrole), risque d'entrainer à l'avenir de profonds troubles sociaux, et de compromettre l'arrivée de travailleurs étrangers. Les atouts du pays, pour y remédier, ne sont pas très nombreux : l'industrie est rare, le pays est désertique, et le tourisme ne peut pas y être développé, la côte étant polluée, ravagée par les conséquences de la guerre du Golfe de 1990-1991.
Les travailleurs immigrés représentent près de 90 % de la population adulte du Koweït en 2016.
Une partie de la population du Koweït, les bidouns (littéralement les "sans nationalité") est apatride. Ces personnes, au nombre de 300 000 (10 % de la population), n’ont en effet jamais pu prouver leur nationalité et restent dans les limbes juridiques depuis plusieurs générations. Elles sont privés des droits sociaux, politiques et économiques accordés au reste de la population.
Depuis 2024, le rythme des déchéances de nationalité s'est considérablement accéléré. En 6 mois, 42 000 ressortissants du Koweït ont été concernés, dont une grande partie d'épouses de Koweïtiens, naturalisées par le mariage.

## Religion
Selon le Pew Research Center, en 2010, 74,1 % de la population est musulmane, alors que 14,3 % est chrétienne (8,5 % de catholiques, 4,7 % d'orthodoxes et 1,1 % de protestants), 8,5 % hindoue et 2,8 % bouddhiste.

## Culture
Au Koweït, les femmes ont obtenu le droit de vote en 2005, en même temps que l'éligibilité. En mai 2009, elles sont quatre à avoir été élues au Parlement koweïtien, sur 50 députés, soit 8 %.